# Tunica intima

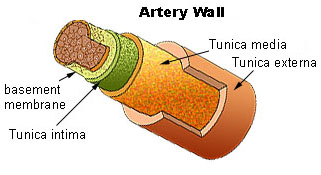
Artärväggens uppbyggnad

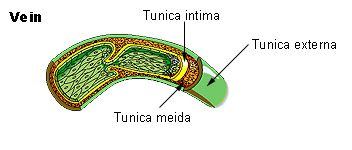
Venväggens uppbyggnad

Tunica intima är det innersta lagret i blodkärlens och lymfkärlens vägg. Under dessa kärls tidiga utvecklingsskeden utgörs väggen endast av ett enkelt lager hinnformiga epitelceller och denna enkla byggnad bibehålls under hela livet hos kärlens finaste perifera förgreningar, hos blod- och lymfkapillärerna. Inom övriga kärlområden förtjockas kärlväggen därigenom, att utanför epitelröret och närmast detta utvecklas lager av tvärställda glatta muskelceller som ringformigt omfattar röret, och utanför muskelcellerna lager av längslöpande bindväv. Mellan epitelröret och det utanför detta liggande muskelskiktet utvecklas därjämte bindväv rik på elastisk substans. Epitelröret tillsammans sistnämnda bindväv benämns kärlets tunica intima, det utanför liggande muskellagret tunica media och det ytligast liggande längslöpande bindväcslagret tunica externa eller adventitia.